# Darya Khan
Darya Khan (en ourdou : درياخان) est une ville pakistanaise, située dans le district de Bhakkar, dans l'ouest de la province du Pendjab. Elle est la capitale du tehsil du même nom.

## Géographie
La ville est située à proximité de la grande ville Dera Ismail Khan, ainsi que de la capitale du district Bhakkar. On y trouve aussi une gare située sur la ligne de chemin de fer qui relie Kot Adu et Kundian.

## Démographie
La population de la ville a été multipliée par plus de trois entre 1972 et 2017 selon les recensements officiels, passant de 16 726 habitants à 60 708. Entre 1998 et 2017, la croissance annuelle moyenne s'affiche à 2,0 %, inférieure à la moyenne nationale de 2,4 %. Selon le recensement de 2023, la population de la ville monte à 68 622 habitants.
|            | 1972 (rec.) | 1981 (rec.) | 1998 (rec.) | 2017 (rec.) | 2023 (rec.) |
| ---------- | ----------- | ----------- | ----------- | ----------- | ----------- |
| Population | 16 726      | 25 877      | 41 785      | 60 708      | 68 622      |